# Landgesellschaft
Die Landgesellschaften (oft auch gemeinnützige Landgesellschaften oder gemeinnützige Siedlungsgesellschaften) sind privatrechtlich organisierte Gesellschaften in mehreren deutschen Bundesländern, die mit der Bodenbewirtschaftung insbesondere mit dem Ziel der ländlichen Entwicklung befasst sind. Mehrheitsgesellschafter sind die Bundesländer oder andere öffentliche Körperschaften.

## Die Landgesellschaften
In der Bundesrepublik Deutschland gibt es heute (Stand 2023) neun gemeinnützige Landgesellschaften:
- Landsiedlung Baden-Württemberg
- BBV LandSiedlung – Bayern
- Hessische Landgesellschaft
- Landgesellschaft Mecklenburg-Vorpommern
- Niedersächsische Landgesellschaft
- Sächsische Landsiedlung
- Landgesellschaft Sachsen-Anhalt
- Landgesellschaft Schleswig-Holstein
- Thüringer Landgesellschaft

## Geschichte
Die Landgesellschaften gehen letztlich auf die Bauernbefreiung in den deutschen Ländern des 19. Jahrhunderts und die damit verbundene Notwendigkeit zur Ablösung der Reallasten zurück. Zu diesem Zweck wurden Rentenbanken gegründet.

### Preußen
Eine weitere Grundlage für Landgesellschaften wie die ländliche Siedlungspolitik war das Bemühen des preußischen Staats, in Grenzregionen mit ethnisch gemischter Bevölkerung den deutschen Bevölkerungsanteil zu sichern oder zu erhöhen. Erstes, zentrales Instrument zur Erreichung der Ziele war 1886 die Errichtung der Königlich Preußischen Ansiedlungskommission für Westpreußen und Posen. Aus der vielfältigen Kritik an der Preußischen Ansiedlungskommission (ihr hoher Finanzbedarf, den von ihrer Existenz und ihrem Handeln hervorgerufenen Preissteigerungen auf dem Bodenmarkt, ihre Langsamkeit und ihre Unbeweglichkeit) entwickelte sich die Suche nach geeigneteren Organisationsformen zur Umsetzung einer nationalen Boden- und einer bäuerlichen Ansiedlungspolitik. 1903 wurde unter Beteiligung des preußischen Staates die Ostpreußische Landgesellschaft gegründet. Sie wurde zum Prototyp alle anderen Landgesellschaften.
Gegen Ende des 19. Jahrhunderts, als die Ablösung der Reallasten weitgehend erreicht war, wurden die Förderung der Neugründung landwirtschaftlicher Betriebe sowie allgemein des Landesausbaus und der Melioration in ländlichen Gebieten zu Hauptaufgaben der Rentenbanken. Die in den vorangegangenen Jahrzehnten erzielten Überschüsse sollten dazu als Kredite vergeben werden. Das Gesetz betreffend der Gewährung von Zwischenkredit bei Rentengutsgründung vom 12. Juni 1900 regelte die Ausführung. Die Generalkommissionen richteten von 1903 an zur konkreten Vergabe der Kredite in den jeweiligen Ländern oder preußischen Provinzen Landgesellschaften oder gemeinnützige Siedlungsgesellschaften ein, von 1905 an als Gesellschaften mit beschränkter Haftung. Eine weitere Vorläuferin war die Preußische Ansiedlungskommission, die mit Hilfe eines Ansiedlungsfonds in Höhe von 100 Millionen Mark von 1886 an in Posen und Westpreußen die deutsche Ansiedlung zulasten der Polen fördern sollte, 1905 aber für Ostpreußen eine Siedlungsgesellschaft als GmbH gründete.
Diese Rechtskonstruktion ermöglichte es, privates Kapital zu akquirieren, zumal die zuständigen staatlichen Kommissionen im Ruf standen, ineffizient und teuer zu arbeiten. Zugleich blieb aber der Staat mit mehr als der Hälfte des Stammkapitals dominant, war entsprechend in den Aufsichtsräten vertreten und konnte die Tätigkeit und damit das ländliche Siedlungswesen steuern. Zunächst konzentrierten sich die Gründungen auf preußische Provinzen, in denen eine Dominanz des deutschen Bevölkerungsteils gegenüber anderen Ethnien erreicht oder gesichert werden sollte. Von 1913 an folgten Landgesellschaften auch für andere Gebiete. In diesem Rahmen wurden die Landbank-Aktiengesellschaft Berlin sowie Landgesellschaften für Pommern (1903), Ostpreußen (1905), Hannover (1907), Schleswig-Holstein (1909), Brandenburg (1911), Schlesien und Sachsen (beide 1913) gegründet. Friedrich Wilhelm Ludwig von Schwerin und Alfred Hugenberg trieben diese Gründungen wesentlich voran. Mit Beginn des Ersten Weltkriegs folgten ähnliche Gründungen auch außerhalb Preußens, oft eng verbunden mit den meist Heimstätte benannten öffentlichen Wohnungsbaugesellschaften dieser Zeit.
Sie kauften zunehmend Land aus privater oder öffentlicher Hand sowie urbar gemachtes Ödland an, um dieses an bäuerliche Neusiedler oder zur Arrondierung bestehender Landwirtschaftsbetriebe zu veräußern.
Das Gesetz betreffend die Bereitstellung von Siedlungsmitteln zur Förderung der Landeskultur und der inneren Kolonisation vom 28. Mai 1913 schrieb die bisherige Praxis und die staatliche Beteiligung an den Siedlungsgesellschaften fest. Parallel begann eine Selbstorganisation der Landgesellschaften. Im Umfeld der 1909 erstmals erschienenen Zeitschrift Archiv für innere Kolonisation und in der 1912 gegründeten Gesellschaft zur Förderung der inneren Kolonisation (GFK) traten die Direktoren der Siedlungsgesellschaften in den Dialog miteinander und mit Wissenschaftlern. Dieser Austausch zielte auch auf Reformen der Gesetzgebung zum Aufgabenfeld und prägte das am 11. August 1919 erlassene Reichssiedlungsgesetz maßgeblich mit. Dieses vereinheitlichte die Verfahren und Regelungen rund um die ländliche Siedlungsförderung im gesamten Deutschen Reich. Neben der Ansiedlung von Landwirten und der Ausweitung ihrer Flächen zählten auch die Melioration, die Ausstattung ländlicher Gemeinden mit Flächen und die Schaffung von Handwerksbetrieben und von öffentlichen Einrichtungen wie Schulen und Kirchen dazu. Zudem formulierte das Gesetz erstmals ein Vorkaufsrecht sowie die Heranziehung von Staatsdomänen für die Ansiedlung von Landwirten, ermöglichte Enteignungen aus dem Bestand großer Güter und formulierte die Aufstockung bestehender Landwirtschaftsbetriebe neben der Neuansiedlung als ausdrückliches Ziel. Auch wurden sämtliche Bundesstaaten verpflichtet, gemeinnützige Siedlungsgesellschaften einzurichten. Dies setzten sie flächendeckend um, wobei einzelne Staaten auch Ausnahmeregelungen nutzten, um Behörden oder öffentliche Anstalten mit den entsprechenden Aufgaben zu betrauen. Die vorgesehenen Zwangsmaßnahmen wurden allenfalls in der Inflationszeit genutzt. Zu anderen Zeiten deckten sich die Landgesellschaften vor allem am allgemeinen Bodenmarkt ein.
Während des Ersten Weltkriegs waren die Akteure der Landgesellschaften eng in die Diskussionen über deutsche Kriegsziele und insbesondere die beabsichtigte Eroberung größerer Gebiete in Osteuropa verwickelt. Im Januar 1918 wurde in Berlin die Landgesellschaft Kurland gegründet, die die deutsche Besiedlung der gleichnamigen baltischen Region organisieren sollte. Als neuartiges Finanzierungsmittel sollten über die Neuland AG Aktien an Kleinanleger verkauft werden. Die deutsche Niederlage verhinderte eine Umsetzung der Pläne, wenngleich die Kurlandsiedlung ein wichtiges Thema für Freikorps und nationalistische Kreise der Zwischenkriegszeit blieb.
Die Finanzierung ihrer Arbeit leisteten die Landgesellschaften mit den beträchtlichen Eigenmitteln und mit Krediten staatlicher Banken. Für Landkauf, Verbesserung der Flächen und die Vorbereitung der Ansiedlung wurden Zwischenkredite genutzt. Diese gingen mit der Ansiedlung als Dauerkredite auf die Inhaber der Siedlungsstellen über. Die Zwischenkredite wurden bis 1918 aus dem preußischen Staatshaushalt gespeist und von der Preußischen Staatsbank vergeben. Die Zwischenkredite wurden dann durch Dauerkredite der Landesbanken abgelöst, die diese wiederum über Anleihen am Kapitalmarkt refinanzierten.

### Weimarer Republik
Unmittelbar nach dem Ersten Weltkrieg und während der folgenden Hyperinflation waren die Landgesellschaften kaum zu einer geordneten Finanzierung ihrer Tätigkeit in der Lage und fuhren ihre Aktivitäten daher zurück. Mit der Gründung der Preußischen Landesrentenbank Ende 1927 kam die Emission von Anleihen wieder in Schwung. Zudem wurde in der zweiten Hälfte der 1920er Jahre ein Kompetenzstreit zwischen dem preußischen Landwirtschaftsministerium und dem Reichsarbeitsministerium über politische Weisungsvollmachten und die Finanzierung der Landgesellschaften ausgefochten, der sich zum Ende des Jahrzehnts hin beruhigte. Als Teil einer Einigung zwischen Preußen und dem Reich stellte von 1930 an die Deutsche Siedlungsbank die Zwischenkredite bereit, mit Geld, das sie ihrerseits aus dem Reichshaushalt erhielt. Die Ablösung der auf die einzelnen Bauernstellen umgelegten Kredite übernahm die Preußische Landesrentenbank. Als Siedler wurden vor allem Landarbeiter und Söhne aus Bauernfamilien zugelassen. Die auch propagierte Rücksiedlung von Stadtbewohnern auf das Land wurde kaum umgesetzt. Siedler sollten bereits über einen Hausstand verfügen und mussten beträchtliche Anzahlungen leisten, im Jahr 1928/29 zwischen 7000 und 35.000 Reichsmark. Nicht nur die Stabilisierung der Währung führte von 1927 an zu einem Aufleben der Siedlungstätigkeit. Parallel brachten fallende Preise für Agrarprodukte viele Gutsbetriebe in wirtschaftliche Bedrängnis und zwangen sie zur Betriebsaufgabe oder zum Landverkauf. Das verbesserte die Einkaufsmöglichkeiten der Landgesellschaften.
Von 1912 bis 1933 erreichten die Landgesellschaften einen Flächenumsatz von 1.057.636 ha, 62.371 Neusiedlerstellen entstanden.

### Drittes Reich
1935 existierten rund 40 Landgesellschaften, wobei nicht alle auf der Rechtsgrundlage des Reichssiedlungsgesetzes zugelassen waren. Die nicht zugelassenen Gesellschaften waren meist höchstens auf Landkreisebene tätig und wurden häufig von Gebietskörperschaften und Kommunen kontrolliert. Dazu kamen zahlreiche rein private Siedlungsgesellschaften, knapp 300 im Jahr 1933. Auch die nicht zugelassenen öffentlichen und die privaten Gesellschaften erhielten aber Zuschüsse nach den Vorgaben des Gesetzes.
Im „Dritten Reich“ erfolgte formal, anders als bei vielen anderen Organen mit Aufgaben im ländlichen Raum, keine Gleichschaltung im Reichsnährstand. Allerdings konnten die Land- bzw. Siedlungsgesellschaften ihre Arbeit nur eingeschränkt fortführen. So wurde durch das Unterbinden von Direktorenkonferenzen und die Auflösung der GFK 1934 der Austausch zwischen den Gesellschaften unterbrochen. Die Aufsichtsräte wurden mit NSDAP-Mitgliedern besetzt, 1938 eine Mustersatzung für alle Landgesellschaften erlassen. Außerdem mussten eventuell noch vorhandene Verflechtungen mit städtischen Siedlungs- und Wohnungsbaugesellschaften gelöst werden. Landesbauernführer und Reichsnährstand erhielten Entscheidungsbefugnisse über Ansiedlungsvorhaben und versuchten auch auf anderen Feldern zunehmend, die Landgesellschaften ihren Anweisungen zu unterwerfen. Der Staat löste die privaten Land- und Siedlungsgesellschaften weit überwiegend auf. Entsprechend der NS-Agrarpolitik sank die Bedeutung von Neuansiedlungen, während die Aufstockung von bestehenden Bauernstellen in den Vordergrund rückte. Zudem wurden Siedlungswillige von verschiedenen Organen des NS-Staats nach rassischen Gesichtspunkten beurteilt, während die Landgesellschaften weiter die verwaltungstechnische Abwicklung der Verfahren vornahmen. Das führte unter anderem dazu, dass die Landgesellschaften bereits angesiedelte Familien wieder von ihren Höfen entfernen mussten. Wegen der Umleitung von staatlichem Geld in die Aufrüstung standen geringere Mittel zur Verfügung. Auch wurden verstärkt Flächen für den Bau militärischer Anlagen herangezogen, die dann nicht mehr für die Landgesellschaften verfügbar waren. Die Umsiedlung von landwirtschaftlichen Nutzern solcher Gelände wurden zu einer neuen Aufgabe für die Landgesellschaften. 
Durch die Eingriffe des Reichserbhofgesetzes in den Bodenmarkt wurde der Erwerb von Flächen weiter erschwert. Auf der anderen Seite gelang es vielen Landgesellschaften, den Reichsarbeitsdienst zur Urbarmachung von Ödland heranzuziehen und dadurch zusätzliche Flächen zu gewinnen. Insbesondere in Westdeutschland, wo die aufstrebende Rüstungsindustrie zur Abwanderung von Arbeitskräften aus kleinbäuerlichen Landwirtschaftsbetrieben führte, wurden erste Aussiedlungen aus Ortslagen in das Umland vorgenommen – Vorläufer der Aussiedlerhöfe in der späteren Bundesrepublik. Am Raub jüdischen Eigentums, der sogenannten Arisierung, waren Landgesellschaften als Käufer von land- und forstwirtschaftlichen Flächen zu zwangsweise abgesenkten Preisen beteiligt. Nach dem Beginn des Zweiten Weltkriegs waren Landgesellschaften in die versuchten „Germanisierung“ eroberter Gebiete verstrickt. Dies geschah in den Grenzregionen des Reiches durch die Ausweitung der Gebietskörperschaften, für die die Gesellschaften zuständig waren, sowie durch die Neugründung in anderen eroberten Gebieten. Das annektierte Sudetenland war ein Sonderfall: Dort wurde eine ältere österreichische Siedlungsgesellschaft, die inzwischen von der SS übernommen worden war, für zuständig erklärt und dann als Landgesellschaft anerkannt. Die Neugründungen in besetzten Gebieten betrafen jeweils den Reichsgau Danzig-Westpreußen, jeden der drei Bezirke des Reichsgaus Wartheland und den Reichsgau Westmark. Die regionalen Landgesellschaften beteiligten sich auch an der Aufstellung des Generalplans Ost. Von 1933 bis 1939 entstanden 21.206 Bauernstellen mit 346.542 ha Land. In der gleichen Zeit wurden 70.116 Höfe um insgesamt 139.281 ha aufgestockt.

### Bundesrepublik Deutschland
Nach dem Zweiten Weltkrieg wurden die Siedlungsgesellschaften in der Sowjetischen Besatzungszone und in der Deutschen Demokratischen Republik bis 1950 aufgelöst. Im Westen bestanden sie fort oder wurden rasch nach Kriegsende neu gegründet. Eine wichtige Rolle erhielten sie erstmals, nachdem sich die alliierten Militärverwaltungen und die neu gegründeten deutschen Länder 1946/47 auf Bodenreformen geeinigt hatten, die weiterhin nach dem Muster des Reichssiedlungsgesetzes stattfinden und vor allem Heimatvertriebene ansiedeln sollten. Die Länder beauftragten die Landgesellschaften in ihren jeweiligen Gebieten mit deren Durchführung. Da Land aufgekauft werden musste oder Enteignungen, anders als in der sowjetischen Besatzungszone, nur gegen Entweignung stattfanden und weil noch keine stabile Währung bestand, gingen Bodenreform und Ansiedlung kaum voran.
Nach der Gründung der Bundesrepublik Deutschland 1949 wurden die Landgesellschaften entsprechend der Grenzen der Bundesländer neu geordnet, auch wenn in einzelnen Bundesländern vorerst mehrere Gesellschaften in den Grenzen historischer Territorien aktiv blieben. Auch die Landgesellschaften für Ostpreußen, Pommern und Oberschlesien, die für inzwischen polnische Gebiete zuständig gewesen waren, bestanden mit Sitz in Eutin bei der Ostholsteinischen Landgesellschaft fort und wurden erst 2003 liquidiert.
In der Bundesrepublik kamen neue Aufgaben hinzu, darunter die Förderung und Steuerung der landwirtschaftlichen Aussiedlung und die Aufwertung der verbleibenden Altgehöfte durch Umbauten. Vor Einsetzen der eigentlichen Flurbereinigung förderten die Landgesellschaften freiwillige Flächentausche und den Bau von Feldwegen. Nach Einsetzen der Flurbereinigung fielen von 1957 die sogenannten beschleunigten Zusammenlegungsverfahren in die Zuständigkeit der Landgesellschaften. Insgesamt waren sie zentrale Akteure bei der Umsetzung des Grünen Plans. Zunehmend engagierten sich die Landgesellschaften auch in der Dorfentwicklung und Dorfkernsanierung und übernahmen als Dienstleister für Kommunen im ländlichen Raum die Bevorratung und Vermarktung von Grundstücksflächen über landwirtschaftlich genutzte Flächen hinaus. So erstellen Landgesellschaften von 1962 an die ersten Flächennutzungspläne, wurden ab etwa 1966 verstärkt mit der Planung von Dorferneuerungen beauftragt und gehörten von 1971 an zu den ersten Dienstleistern, die die nötigen Pläne für die neue Städtebauförderung entwarfen.
1948 begannen die Landgesellschaften in der amerikanischen und in der britischen Besatzungszone mit einer Zusammenarbeit, unter anderem um von den Militärverwaltungen Baumaterialien zugeteilt zu bekommen. Im Januar 1949 wurde in Bad Homburg die Arbeitsgemeinschaft der gemeinnützigen ländlichen Siedlungsträger des vereinigten Wirtschaftsgebietes gegründet, die zunächst in Frankfurt am Main, von 1950 an in Bonn ihre Geschäftsstelle hat. Seit 1966 ist die Arbeitsgemeinschaft Mitglied der Europäische Vereinigung der Institutionen für die Entwicklung des Ländlichen Raums. 1968 erfolgte die Umbenennung zur Arbeitsgemeinschaft der gemeinnützigen ländlichen Siedlungsträger mit damals 13 Mitgliedern. Mitte der 1960er Jahre erfolgten Zusammenlegungen, an deren Ende die Zuständigkeitsbereiche der Landgesellschaften weitgehend deckungsgleich mit den Bundesländern waren. Zugleich sank die Bedeutung der Hofaussiedlungen, da diese im Verlauf der 1960er Jahre größtenteils abgeschlossen wurden.
Insgesamt verwerteten die Landgesellschaften in der Bundesrepublik von 1945 bis 1972 311.367 ha Fläche. Von 1972 bis 1990 wurden 101.684 ha gekauft und 106.293 ha veräußert.
Nordrhein-Westfalen ließ seine Landgesellschaft 1972 in seine Landesentwicklungsgesellschaft aufgehen. Das inzwischen als LEG Immobilien privatisierte Unternehmen ist nicht mehr auf dem Feld der Flächenentwicklung im ländlichen Raum tätig. Ähnlich ging Rheinland-Pfalz vor: Die dortige Landgesellschaft wurde 1989 in das landeseigene Wohnungsbauunternehmen Heimstätte überführt. Nach deren vollständigen Privatisierung 1998 durch die Gründung von Deutsche Wohnen wurde 1999 der Arbeitsbereich der Landentwicklung aufgegeben. Das Saarland integrierte seine Landgesellschaft 1974 in die dortige Landesentwicklungsgesellschaft.  In Baden-Württemberg und Schleswig-Holstein waren die Landgesellschaften zwischen den 1980er und den 2010er Jahren zeitweise im Verbund mit anderen ehemals öffentlichen Gesellschaften privatisiert, werden inzwischen aber wieder direkt oder indirekt hauptsächlich durch das jeweilige Bundesland gehalten.
Im Verlauf der Deutschen Wiedervereinigung entstanden 1990/91 auch auf dem ehemaligen Gebiet der Deutschen Demokratischen Republik Landgesellschaften, deren Zuständigkeitsbereiche deckungsgleich mit den neuen Bundesländern waren. Brandenburg liquidierte seine Landgesellschaft 1995 wieder.

## Tätigkeitsfeld
Landgesellschaften betreuen heute vor allem Förderangeboten im Rahmen des Europäischen Landwirtschaftsfonds für die Entwicklung des ländlichen Raums und des Europäischen Fonds für regionale Entwicklung der Europäischen Union (EU) und der Gemeinschaftsaufgabe „Verbesserung der Agrarstruktur und des Küstenschutzes“ der Bundesrepublik Deutschland. Dazu kommt die partielle Mitwirkung an weiteren Programmen der EU sowie deutscher staatlicher Stellen mit ähnlicher Zielrichtung, etwa in der Gemeinschaftsaufgabe Verbesserung der regionalen Wirtschaftsstruktur, bei LEADER oder der Städtebauförderung.
Zudem übernehmen Landgesellschaften hoheitliche Aufgaben, etwa beim Vorkaufsrecht für landwirtschaftliche Grundstücke nach dem Grundstückverkehrsgesetz oder bei der Verwaltung von Ökokonten im Rahmen des Biotopwertverfahrens. Darüber hinaus sind sie weiterhin auf den hergebrachten Feldern der Flurneuordnung tätig, bieten als Dienstleister etwa die Bereitstellung von Ausgleichsflächen, den Erwerb, die Entwicklung und die Veräußerung von Bauland und die Erstellung von Energie- und Fernwärmekonzepten meist für kommunale Kunden an. Zudem wirken sie als Sanierungsträger bei Städtebauprojekten mit, etwa in der Dorferneuerung, und verwalten landeseigene Liegenschaften. In einzelnen Bundesländern kommen Aufgaben wie die staatliche landwirtschaftliche Bauberatung, der Flächenerwerb für den Straßenbau (beides Hessen), die Organisation des Vertragsnaturschutzes für das Land (Schleswig-Holstein) oder Dienstleistungen für die Wasserwirtschaft (Thüringen) hinzu. Mehrere Landgesellschaften verfügen über Tochterunternehmen, die auf verwandten Geschäftsfeldern tätig sind.
In diesem Rahmen stellen Landgesellschaften durch Aufkauf und die Umverteilung und Veräußerung aus ihrem Bestand Flächen zur Verfügung, beraten öffentliche und private Interessenten, letztere vor allem aus der Landwirtschaft, bei der Planung und Antragstellung und begleiten die technische und finanzielle Abwicklung der Vorhaben.
Die Fachaufsicht liegt in der Regel bei dem für die Landwirtschaft zuständigen Ministerium des jeweiligen Bundeslands. Mehrere Landesministerien sind in den Aufsichtsgremien der Gesellschaften vertreten.

## Eigentümerstrukturen
In der Regel sind heute die jeweiligen Bundesländer direkt oder indirekt Mehrheitsgesellschafter der Landgesellschaften. Weitere Anteile halten Kommunen, dem Land nahestehende Kreditinstitute wie Landes- oder Förderbanken, die Landwirtschaftliche Rentenbank oder die Landgesellschaft selbst. In Sachsen ist die Landesbank alleinige und in Schleswig-Holstein mit 94 % dominierende Gesellschafterin. Eine Besonderheit stellt Bayern dar, wo der Bayerische Bauernverband indirekt Alleingesellschafter ist.